# Спок
Спок (енгл. Spock) је измишљени лик америчке научно-фантастичне франшизе Звездане стазе. Са овим ликом се најчешће поистовећује глумац Ленард Нимој, који га је глумио у епизодама серије Звездане стазе: Оригинална серија, затим у Звездане стазе: Анимирана серија, две епизоде серије Звездане стазе: Следећа генерација, као и у осам филмова серијала Звездане стазе и многим књигама, стриповима и видео-играма. У филму Звездане стазе из 2009. и наставку Звездане стазе: Према тами из 2013. године, Нимој тумачи улогу заједно са Закаријем Квинтом, који тумачи улогу млађег Спока из алтернативног универзума.